# St. Michael (Diesenbach)

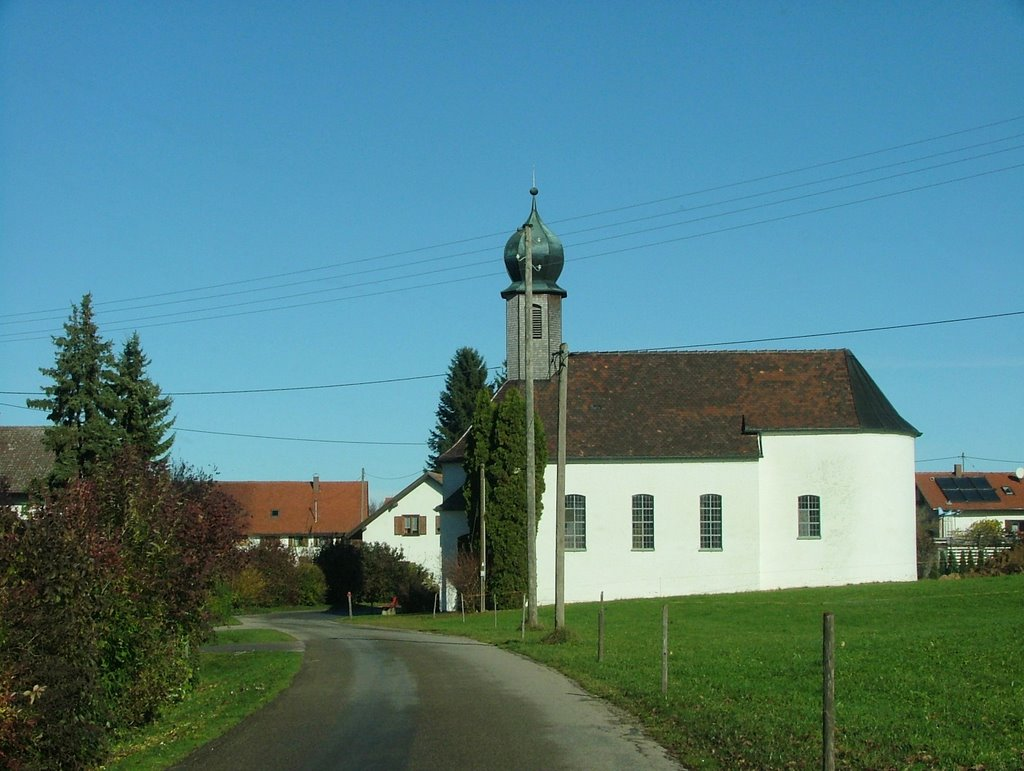
Kapelle St. Michael in Diesenbach

Die römisch-katholische Kapelle St. Michael befindet sich in Diesenbach, einem Ortsteil von Altusried im Landkreis Oberallgäu (Bayern). Die Kapelle aus dem Jahr 1952 steht unter Denkmalschutz.
Die Holzfiguren in der Kapelle bestehend aus Maria und Johannes stammen aus der Pfarrkirche in Altusried und waren Bestandteil einer Kreuzigungsgruppe. Die lebensgroßen Holzfiguren stammen aus der Zeit um 1680/1690.